# Чарльз Сойерс
Чарльз Соєрс (англ. Charles L. Sawyers; нар. 26 січня 1959, Нашвілл, США) — американський учений. Праці в основному присвячені онкології.

## Кар'єра
Здобув ступінь бакалавра у Принстонському університеті, потім здобув ступінь доктора медицини в Університеті Джонса Гопкінса. Здобув популярність як дослідник хронічного мієлоїдного лейкозу та розробник ліків.

## Нагороди та визнання
- 1998: член Американської асоціації дослідників раку[en]
- 2001: Doris Duke Distinguished Clinical Scientist Award[9]
- 2005: Премія Девіда Карнофського[10]
- 2005: Премія фонду Річарда та Гінди Розенталь[11]
- 2009: AACR Awards[en][12]
- 2009: Премія Ласкера - ДеБейки за клінічні медичні дослідження[en][13]
- 2010: член Національної академії наук США
- 2011: Премія Стенлі Корсмейера[de]
- 2013: Премія за прорив у науках про життя[14]
- 2013 — 2014: президент Американської асоціації дослідників раку[15]
- 2014: BBVA Foundation Frontiers of Knowledge Awards[16]
- 2014: член Американської академії мистецтв і наук
- 2017: Премія Шеєле[en]
- Член Національної Медичної Академії[en]